# 涟滨街道
涟滨街道，是中华人民共和国湖南省娄底市娄星区下辖的一个乡镇级行政单位。

## 行政区划
涟滨街道下辖以下地区：
仙人阁社区、高车社区、太保社区、澄清社区、九仑社区、民福社区、仙人桥社区、茅塘社区、西坪村和冠曹村。